# Ivey (Georgia)
Ivey è un comune degli Stati Uniti d'America, situato nello Stato della Georgia, nella contea di Wilkinson.